# 황주 변씨
황주 변씨(黃州邊氏)는 황해북도 황주군을 본관으로 하는 한국의 성씨다.

## 역사
『황주변씨세보(黃州邊氏世譜)』에 의하면 시조 변려(邊呂)는 중국 농서(隴西) 사람으로 송(宋)나라가 망하자 고려로 귀화하여 취성(取城：황주의 옛 지명)에서 세거하였다고 한다. 변려는 1232년(고종 19) 몽골군이 송경(松京)을 침입하자 강화(江華)로 피나간 고종을 시종(侍從)하는데 공을 세워 상장군(上將軍)에 오르고 태천백(泰川伯)에 봉해져 식읍을 하사받았다고 한다.

## 본관
황주(黃州)는 황해북도 황주군 일대의 지명이다. 고구려 때는 동홀(冬忽) 또는 동어홀(冬於忽)이라 불렸고, 757년(신라 경덕왕 16)에 취성군(取城郡)으로 개칭되었다. 태봉 때 황주(黃州)로 바꾸었고 983년(고려 성종 2) 황주목이 되었다. 1012년(현종 3) 안무사(安撫使)를 두었다가 다시 목으로 개편하여 서해도(西海道)에 예속하였고 1217년(고종 4)에 지고령군(知固寧郡)으로 강등되었다. 1269년(원종 10) 원(元)나라의 동녕부(東寧府)에 속하였고, 1290년(충렬왕 6) 서북면으로 관을 옮겼으며 1356년(공민왕 5)에 다시 황주목(黃州牧)으로 환원되면서 서해도에 이관되었다. 조선 세조 때에 진(鎭)을 두어 2도호부, 6군, 5현 등을 관할하였다. 1896년 황해도 황주군으로 개편되었다.

## 분파
석계공파(石溪公派), 명산공파(明山公派), 운곡공파(雲谷公派), 첨정공파(僉正公派), 치재공파(恥齋公派), 자하공파(紫霞公派), 망암공파(望菴公派), 휴암공파(鵂巖公派), 청암공파(淸庵公派), 사용공파(司勇公派), 절충공파(折衝公派)로 나뉘었다.

## 인물
- 변균여(邊均如, 923년 ~ 973년) : 고려의 승려, 황주변씨는 1200년경부터 시작된 것을 기준으로 토착 변씨가 황주변씨로 흡수된 경우의 인물이다.

- 변이중(邊以中, 1546년 ∼1611년) : 1573년 식년 문과 병과로 급제하고, 임진왜란이 일어난 1593년 전라도 소모사(召募使)가 되어 죽산(竹山)의 적둔(賊屯)을 공격하다가 패하였다. 자신이 쓴 〈총통화전도설(銃筒火箭圖說)〉과 〈화차도설(火車圖說)〉 내용에 따라 화차(火車) 300량을 제조하여 순찰사 권율(權慄)에게 주어 행주대첩(幸州大捷)에 크게 기여 하였다. 1593년 전라도 조도사(調度使)가 되어 병마·군기·의병을 모집하고, 군량미를 조달하였다. 이이(李珥)와 성혼(成渾)의 문인이다. 저서 『망암집』이 있다. 사후 이조참판(吏曹參判)에 추증되고, 장성 봉암서원(鳳巖書院)에 제향되었다.

- 변경윤(邊慶胤, 1574년 ~ 1623년) : 변이중의 아들. 1603년(선조 36) 식년 문과에 병과로 급제하였다. 1608년(광해군 즉위년) 교서관저작(校書館著作)으로서 편당(偏黨)에 따른 기강과 형정(刑政)의 문란, 사습(士習)·공도(公道)의 어지러움, 국가재정·민생의 파탄 등 시폐를 논하고 이의 시정을 상소하였다. 이산해(李山海)가 영창대군(永昌大君)을 옹립하려던 류영경(柳永慶)을 몰아낸 처사를 들어 이산해·이경전(李慶全) 부자와 정인홍(鄭仁弘) 등 대북파(大北派)를 극렬히 비판하다 파직당하였다. 1618년에 인목대비(仁穆大妃)의 폐비사건을 주동한 병조판서 류희분(柳希奮)에게 대의(大義)를 논하는 글을 전하였다가 가산을 적몰당하였다. 전라남도 장성의 봉암서원(鳳巖書院)에 제향되었다.

- 변휴(邊烋, 1640년 ~ 1699년) : 변이중의 현손. 부친은 통덕랑(通德郞) 변세기(邊世機)이다. 전라도 장성 출신. 1798년(종조 22)에 『오산명인록(鰲山名人錄)』을 저술하였다.

- 변광보(邊光輔, 1644년 ~ 1662년) : 소현세자의 딸인 경순군주(慶順郡主)의 남편으로 황창부위(黃昌副尉)에 봉해졌으나 일찍 요절하였다.

- 변치명(邊致明, 1693년 ~ 1775년) : 1721년(경종(景宗) 1년) 진사시에 급제하고, 1751년(영조 27) 정시문과(庭試文科)에 병과로 급제하였다. 1753년(영조 29) 사헌부지평을 거쳐 1763년(영조 39) 한성부우윤(右尹)을 역임하였고, 승정원승지 등을 지낸 뒤 1769년(영조 45) 공조판서(工曹判書)에 이르렀다. 만년에 기로소(耆老所)에 들어갔다. 저서로는 『묵포집』이 있다. 시호는 효헌(孝憲)이다.

- 변득양(邊得讓, 1723년 ~ 1801년) : 1754년(영조 30)에 진사가 되고, 1756년 정시문과(庭試文科)에 병과로 급제한 뒤 여러 관직을 거쳐 1760년에 사간원정언(司諫院正言)이 되었다. 이듬해 호서 지방의 시관(試官)으로서 공정하지 못하였다는 유생들의 항의로 1762년에 삭직당하였다. 곧 사헌부장령(司憲府掌令)으로 복직되었으나 왕의 부름을 어겼다는 죄목으로 파직당하였다. 1765년 삼례찰방(三禮察訪)에 기용되어 사간원의 헌납(獻納)·사간 등을 역임하고, 이듬해 사헌부집의(司憲府執義)가 되었다. 1769년에 승지에 오르고 1774년 동지중추부사(同知中樞府事)가 된 뒤 지돈녕부사·부사직(副司直) 등을 거쳐, 1793년(정조 17) 공조판서에 이르렀다. 그뒤 판돈녕부사·판의금부사·상호군(上護軍) 등을 역임하였다. 시호는 효정(孝靖)이다.

- 변시연(邊時淵, 1922년 ~ 2006년) : 전통 시문(詩文)을 모아 73권의 《문원(文苑)》을 편찬하였다. 한국고문연구회를 만들고, 전라남도 문화재위원과 국사편찬위원회 사료조사위원 등을 역임하였다.

- 변시명(邊時明, 1940년 ~ ) : 한국과학기술원 생명과학과 교수

- 변자섭(邊子燮, 1941년 ~ ) : 모나리자 대표이사 회장

- 변희봉(1942년 ~ 2023년) : 배우

- 변재상(邊在相, 1963년 ~ ) : 미래에셋생명 사장

- 변광용(邊光龍, 1966년 ~ ) : 경상남도 거제시장

## 과거 급제자
황주 변씨는 조선시대 문과 급제자 8명을 배출하였다.
문과
변경윤(邊慶胤) 변동익(邊東翼) 변득양(邊得讓) 변사달(邊四達) 변상휘(邊相徽)
변유(邊攸) 변이중(邊以中) 변치명(邊致明)
무과
변하익(邊夏益)
생원시
변건(邊健) 변덕용(邊德容) 변득경(邊得景) 변득형(邊得衡) 변상돈(邊相燉)
변상선(邊相璇) 변석기(邊奭基) 변유(邊攸) 변유용(邊有容) 변이중(邊以中)
변정용(邊正容) 변종유(邊鍾裕) 변채기(邊采基) 변처안(邊處安) 변치도(邊致道)
변치일(邊致一) 변치흠(邊致欽) 변호(邊浩)
진사시
변광식(邊光軾) 변득양(邊得讓) 변사민(邊思閔) 변상휘(邊相徽) 변수(邊脩)
변우기(邊遇基) 변일(邊邊佾) 변중유(邊重裕) 변진형(邊鎭衡) 변치도(邊致道)
변치명(邊致明) 변치주(邊致周)

## 인구
- 2000년 2,109가구, 6,848명
- 2015년 8,037명

## 조선 왕실과의 인척관계
- 소현세자(인조의 장남) 사위 변광보